# EGNOS
El sistema EGNOS (European Geostationary Navigation Overlay System) és un sistema d'augmentació basat en satèl·lit (SBAS, segons les seves sigles en anglès) desenvolupat per l'Agència Espacial Europea, la Comissió Europea i EUROCONTROL. Es va dissenyar com a complement de les xarxes GPS, GLONASS i la futura Galileo per a proporcionar un posicionament molt més precís que el que aquests mètodes ofereixen.
Consta de tres satèl·lits geoestacionaris i en una xarxa d'estacions terrestres (anomenades RIMS) que analitzen contínuament les dades enviades pels satèl·lits i controlen el seu funcionament i posició, a més de corregir els errors de precisió.
Existeixen altres sistemes locals de navegació com el WAAS dels Estats Units, MSAS al Japó amb els quals EGNOS és totalment compatible; altres països desenvolupen actualment els seus sistemes TRAN (Terrestrial Regional Augmentation Network) que milloren la precisió dels sistemes de navegació convencionals.
Una de les importants millores que proporciona EGNOS és una alta precisió en vertical (Galileo millora molt les prestacions de GPS però encara és insuficient) que permet aterratges instrumentals d'alta precisió que fins ara no eren possibles. Una altra millora és la compatibilitat amb sistemes locals de posicionament (com xarxes urbanes de geoposicionament de precisió).

## Elements del sistema EGNOS

Sector terrestre d'EGNOS.

El sistema EGNOS està compost per 34 Estacions de Referència i de Supervisió d'Integritat (RIMS) desplegades per supervisar els satèl·lits de les constel·lacions GNSS. Cada satèl·lit ha de ser supervisat per múltiples RIMS abans que es generin les correccions i els missatges d'integritat.
Hi ha quatre Centres de Control de Missió (MCC), que processen les dades de les RIMS per generar les correccions WAD ( Wide Aèria Differential) i missatges d'integritat per a cada satèl·lit. Només un d'aquests MCCs està actiu i operacional, els altres MCCs romanen com "reserva calenta" que poden activar Quan aparega un problema.
Les Estacions Terrestres de Navegació ( Navigation Land Earth Stations, NLES) transmeten els missatges de correcció i integritat des del MCC als satèl·lits geoestacionaris, encarregats de radiar finalment el senyal SBAS als usuaris finals. El sistema desplegarà 2 NLES (una de principal i una de reserva), i una tercera NLES amb fins de proves i validació.
El sector espacial d'EGNOS està compost per tres satèl·lits geoestacionaris amb cobertura global terrestre: dos satèl·lits Inmarsat-3 (AOR-I i IOR), així com el satèl·lit ESA Artemis. Els usuaris EGNOS poden rastrejar dos satèl·lits geoestacionaris almenys.